# 송춘섭
송춘섭(생년 미상 ~ )는 조선민주주의인민공화국의 정치인이다. 조선로동당 중앙위원회 후보위원 겸 내각 수산상이다. 최고인민회의 제13기 대의원이다.

## 경력
신포원양수산연합기업소 기사장을 거쳐 내각 수산성 부상에 올랐다. 2017년 강영철 후임으로 수산상에 임명되었다. 조선로동당대회 제7기 제2차 전원회의에서 조선로동당 중앙위원회 후보위원으로 선출되었다.

## 최고인민회의 대의원
2009년 3월 최고인민회의 제12기 대의원과 2014년 3월 제13기 대의원으로 선출되었다.